# André Bord
André Bord (Estrasburg, 30 de novembre de 1922 - 13 de maig 2013) és un polític alsacià. Fou president del Racing Club de Strasbourg de 1979 a 1985.
Fou elegit diputat de la Unió per la Nova República el 1958, i ocupà un escó a l'Assemblea Nacional Francesa fins al 1981. Fou regidor d'Estrasburg de 1959 a 1989 i conseller del Baix Rin de 1967 a 1979. També fou secretari d'estat en el govern de Georges Pompidou de 1966 a 1969, i secretari d'estat per a antics combatents en els governs de Jacques Chirac i Raymond Barre de 1974 a 1977. També fou diputat al Parlament Europeu de 1982 a 1984.
| Precedit per: nou càrrec | President del Consell regional d'Alsàcia 1974 - 1976 | Succeït per: Pierre Schiéle |
| Precedit per: Henri Meck | Conseller General del Baix Rin 1967 - 1979           | Succeït per: Daniel Hoeffel |